# Uver'
L'Uver' (in russo Уверь?) è un fiume della Russia europea occidentale tributario di destra del fiume Msta. Appartiene al bacino della Neva e del Mar Baltico. Scorre nei rajon Mošenskoj e Borovičskij dell'oblast' di Novgorod.

## Descrizione
Ha origine dal piccolo lago Koroboža, situato a nord-est della città di Boroviči. L'altezza della sorgente è di 144,6 metri sul livello del mare. Il fiume scorre prevalentemente in direzione meridionale. Il più grande insediamento sul fiume è il villaggio di Mošenskoe, centro amministrativo del Mošenskoj rajon. L'Uver' ha una lunghezza di 90 km; l'area del suo bacino è di 3 930 km². Confluisce nel Msta ad un'altitudine di 131,1 m. Il suo maggior affluente è la S"eža (lungo 104 km), proveniente dalla sinistra idrografica